# Porto de Gotemburgo

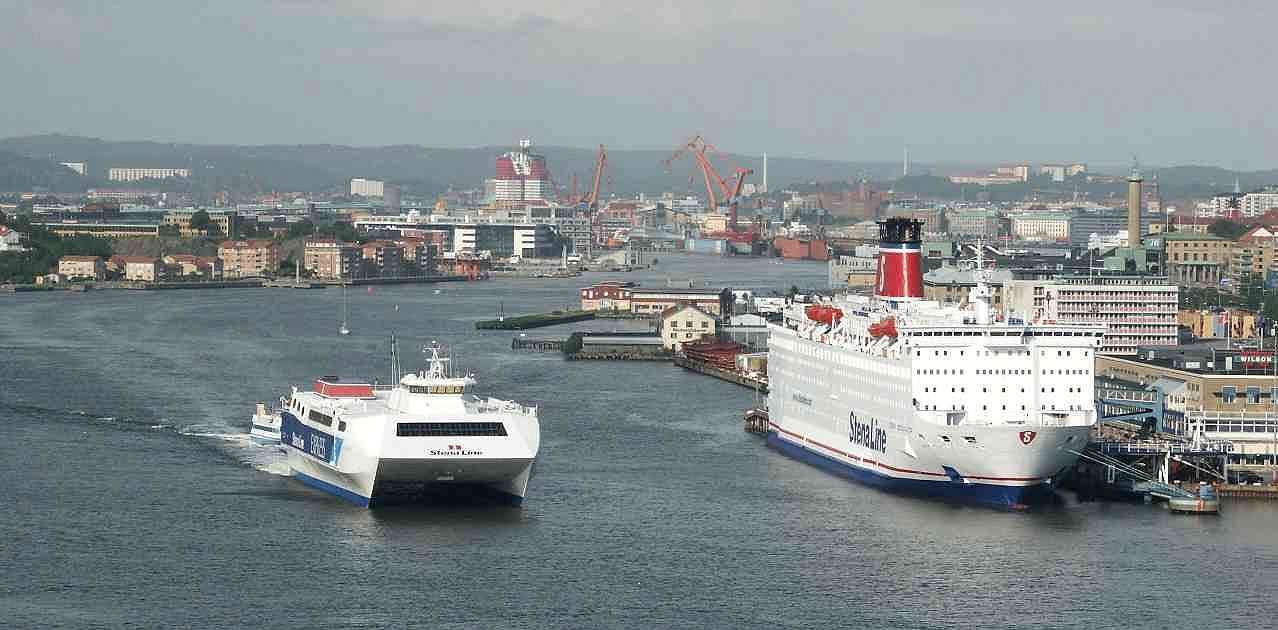
O porto de Gotemburgo visto da ponte de Alvsburgo

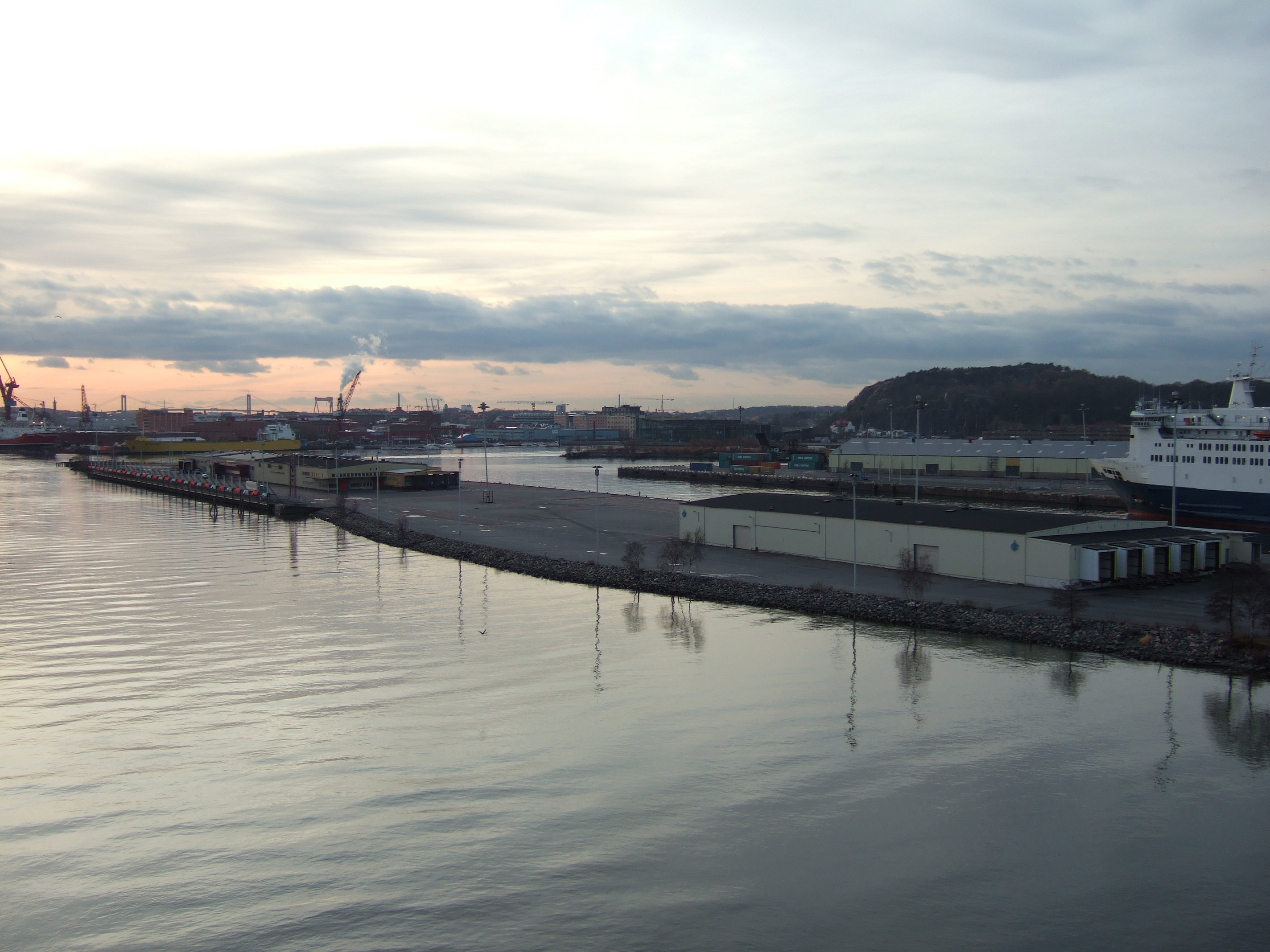
Frihamnen visto da ponte do Gota, com Bananpiren em primeiro plano

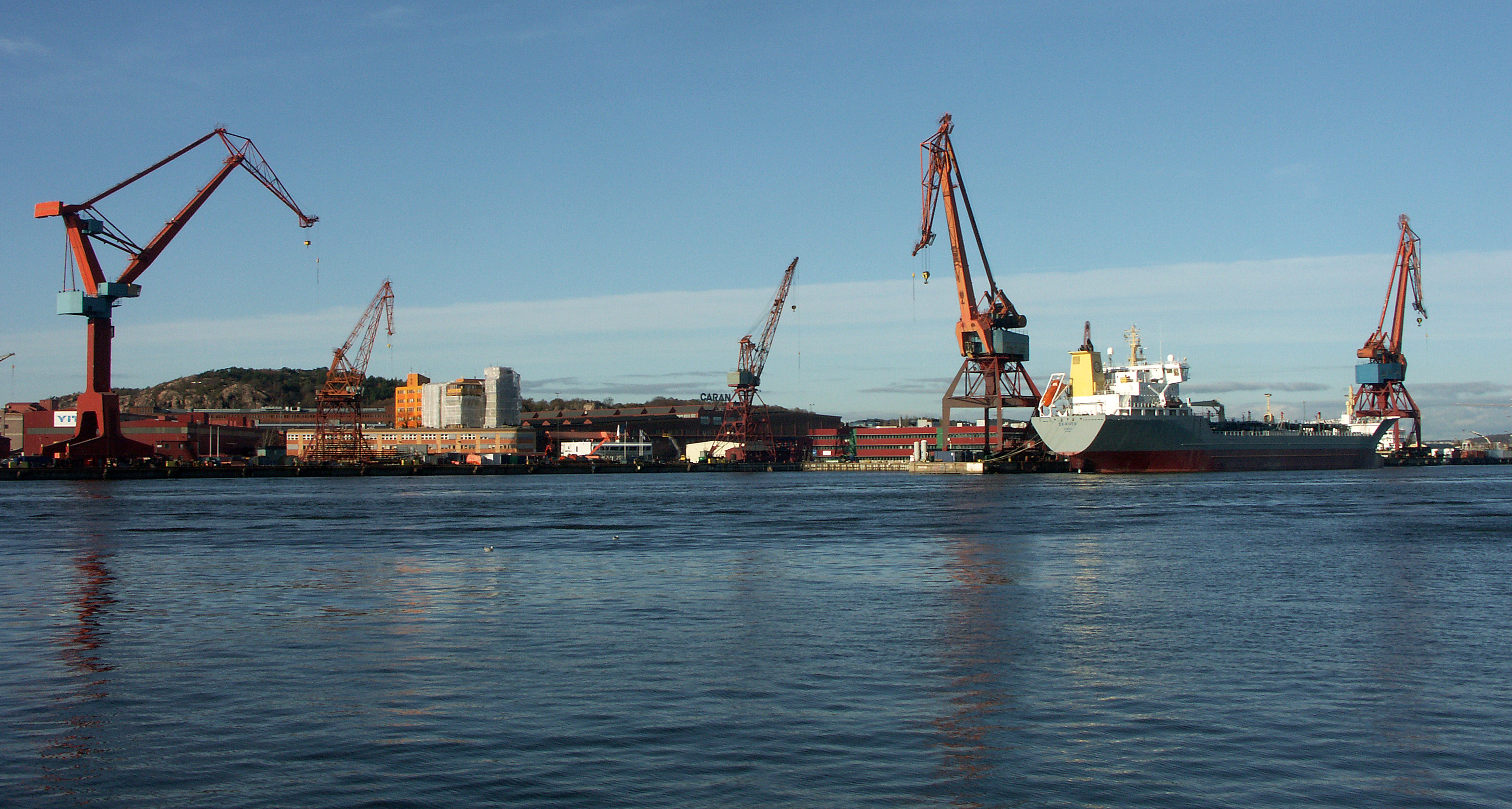
Vista da margem norte

O Porto de Gotemburgo - em sueco Göteborgs hamn - está localizado na região da cidade sueca de Gotemburgo.
É o maior porto da Suécia e dos países nórdicos.
Tem uma extensão total de 13,1 km, distribuída pelas duas margens do rio Gota.

Por este porto, passam anualmente 11 000 navios, transportando 30% das mercadorias e 50% dos contentores que entram ou saem da Suécia. É igualmente a única instalação portuária do país com capacidade para acolher os maiores navios de contentores do Mundo.
As principais cargas são petróleo, contentores e produtos florestais.

## Transportes ferroviários
Em 2012 foram transportados 410 000 contentores pelas 25 linhas ferroviárias que ligam o Porto de Gotemburgo  a 24 cidades da Suécia e Noruega.

## Ferryboats
Deste porto saem os ferryboats para Kiel e Travemünde na Alemanha, e para Fredrikshavn na Dinamarca.

## Instalações portuárias
O Porto de Gotemburgo compreende diversas instalações portuárias, nas duas margens do rio.
Na Margem Norte (Norra älvstranden):
- Skandiahamnen (Contentores)
- Frihamnen
- Skarvikshamnen (Importação de petróleo, refinarias)[13][14]
- Ryahanmnen (Importação de petróleo)[13]
- Älvsborgshamnen (Exportação e importação de carros)[13]
- Torshamnen (Importação de petróleo)[13]
- Arendal
- Lundbyhamnen
- Ringökajen

Na Margem Sul (Södra älvstranden):
- Masthuggskajen (Ferryboats para Fredrikshavn na Dinamarca)
- Stigbergskajen
- Majnabbehamnen (Ferryboats para Kiel e Travemünde na Alemanha)
- Skeppsbrokajen
- Stenpiren (Ferryboats do rio Gota, ligando as duas margens)
- Packhuskajen